# Farkaspókfélék

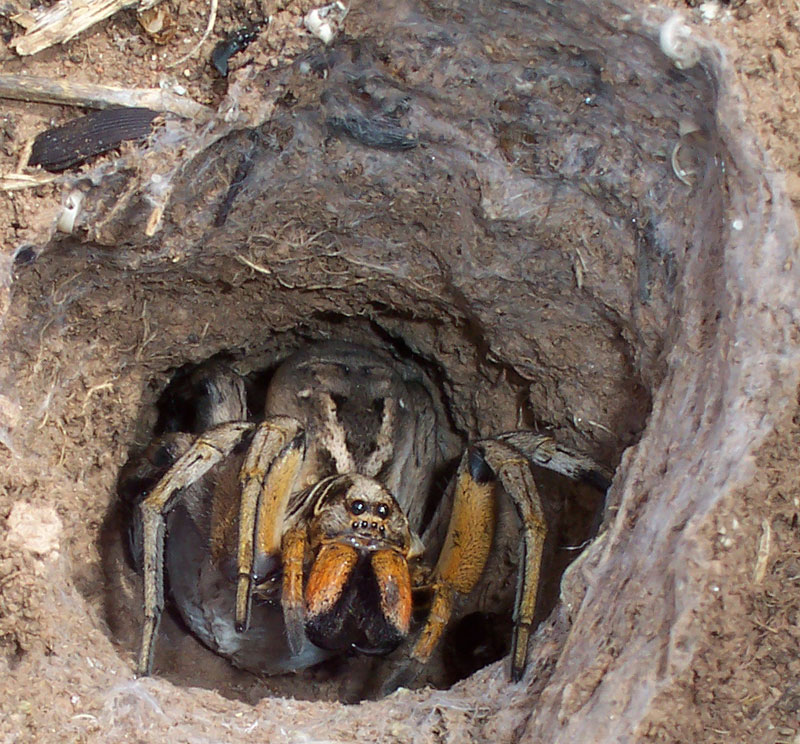
A farkaspók üregének járata

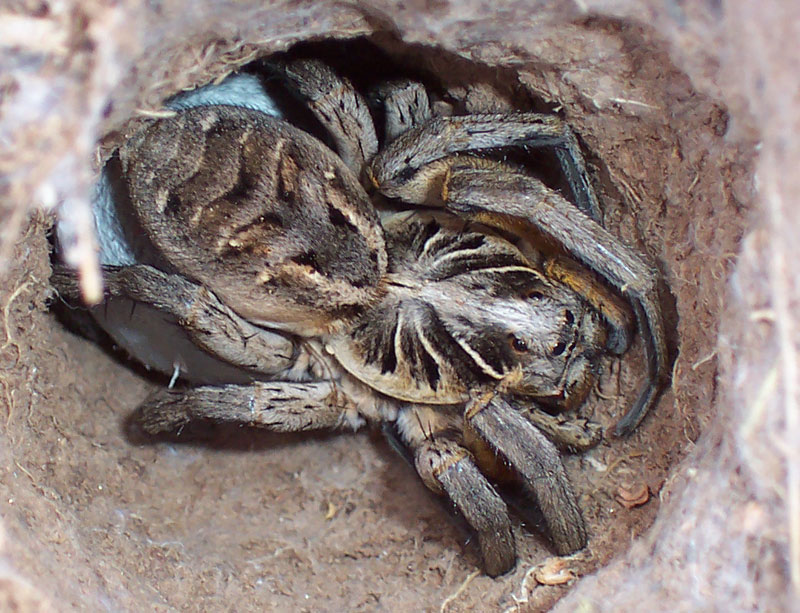
A farkaspók föld alatti ürege

A farkaspókfélék (Lycosidae) a pókok (Araneae) rendjén belül a főpókok (Araneomorphae) alrendjének egy családja. A Sosippus nembe tartozó farkaspókokon kívül ezek a pókok nem szőnek hálócsapdát; némelyik hálójával rögzíti föld alatti üregeinek falát. Egyes fajok természetes üregekben laknak, mások pedig életüket vándorlással töltik. A többi pókkal ellentétben a farkaspók látása igen jó és áldozatukat üldözve fogják el.
A farkaspókok észrevételét megkönnyíti az, hogy a nőstény tojásait egy pókselyemből szőtt zsákban tartja potrohához rögzítve. Kikelésük után a sok pici pók anyja hasára és hátára mászik és hosszú ideig ott utaznak.
Az interneten a Lycos keresőmotor a nevét a Lycosidae családról kapta.

## Előfordulásuk
A farkaspókok a sarkvidékek kivételével az egész világon megtalálhatók. Európában körülbelül 70 farkaspók-faj él, Észak-Amerikában 125. Egyik-másik meglehetősen ritka, azonban egyik sem veszélyeztetett.

## Megjelenésük
A Lycosa-nem legnagyobb európai és amerikai fajai akár 30 milliméteresre is megnőhetnek. Általában sárgásbarna színezetűek. A tapogató láb tulajdonképpen a pók hímivarszerve, a párzásnál a peték megtermékenyítésére az állat bevezeti a nőstény ivarnyílásába. Elülső lábát a zsákmány megragadásához használja. A szemek elhelyezkedése: 2 nagy szem felül; 2 nagy szem elöl; 4 kis szem elöl és kissé oldalt.

## Életmódjuk
A farkaspókok csavargó életmódot folytatnak, jellemzőjük, hogy hálót nem szőnek. Táplálékuk kis gerinctelenek, különösen rovarok, de más pókfajok is. Az élettartam az Európában élő fajoknál egy év; a nagyobb amerikai fajoknál két év.

## Szaporodásuk
A párzási időszak a mérsékelt égövi térségben nyáron van. A trópusi fajok egész évben szaporodhatnak. A peték kifejlődéséhez 2-3 hét kell. Az utódok száma az egyes fajoknál eltérő. Az udvarlás során a hímek egyfajta „táncot” mutatnak be, amiben mellső lábaikat és testüket mozgatják.

## Néhány faj
- Pardosa lugubris
- Lycosa tarentula
- Pokoli cselőpók (Geolycosa vultuosa)
- Kalózpók (Pirata piraticus)
- Szongáriai cselőpók (Lycosa singoriensis)

## Érdekesség
A tarantula nevet Olaszországban használták először a farkaspók megnevezésére, aminek a csípését halálosnak gondolták. Ennek elhárítására az áldozatnak vad táncba kellett kezdenie, ennek neve tarantella lett. Ennek nyomán a későbbiekben minden nagy testű, szőrös pókot „tarantulá”-nak neveztek. A marása nem különösebben veszélyes, bár a Szongárai cselőpók marása a lódarázs csípéséhez hasonlóan kellemetlen, s a marást követően rövid időn belül émelygés és heves szívdobogás jelentkezhet.

### Magyarul
Egyetemi jegyzetek:
- https://web.archive.org/web/20070729204021/http://systzool.elte.hu/gyakorlat/pok.doc
- https://web.archive.org/web/20070309010708/http://www.zool.klte.hu/download.php?id=51
- https://web.archive.org/web/20050427062857/http://ecol1.bio.u-szeged.hu/~rendszertan/POKGYAK.htm

### Angolul
- How to Know the Spiders, by B. J. Kaston, Dubuque, Iowa, 1953. (A szöveg kifejezéseinek modernizációjával kapcsolatban lásd: https://web.archive.org/web/20050321084649/http://kaston.transy.edu/spiderlist/Kaston78.htm)